# Leptogenys arcuata
Leptogenys arcuata (лат.) — вид муравьёв (Formicidae) рода Leptogenys из подсемейства Ponerinae. Эндемик Южной Америки.

## Описание
Мелкие муравьи коричневого цвета (усики и ноги светлее), длина около 5 мм. От близких видов отличаются следующими признаками (описан только по рабочим и самцам, так как матки за полтора века не обнаружены): скапус усика в обильном прямостоячих волосках; гипостомальные зубцы не видны при виде головы спереди; дорзум головы большей частью гладкий, блестящий, с разбросанными пунктурами; переднеспинка большей частью гладкая и блестящая, с немногочисленными поперечными морщинками на в передней части (на воротнике); проплевра преимущественно гладкая и блестящая. Жвалы вытянутые, сомкнутые прикасаются к клипеусу (без зазора между ними). Голова и брюшко, в основном, гладкие и блестящие, с мелкими пунктурами. Стебелёк состоит из одного членика (петиоль). Петиоль выше своей длины. Усики рабочих и самок 12-члениковые. Нижнечелюстные щупики 4-члениковые. Претергиты абдоминального сегмента IV со стридулитрумом. Средние и задние голени с 2 вершинными шпорами. Коготки лапок гребенчатые. Вид был впервые описан в 1861 году немецким энтомологом и поэтом Юлиусом Рогером (1819—1865), а его валидный статус подтверждён в ходе ревизии, проведённой 2011 году венесуэльским энтомологом Джоном Латтке (Museo del Instituto de Zoología Agrícola, Universidad Central de Venezuela, Маракай Венесуэла).

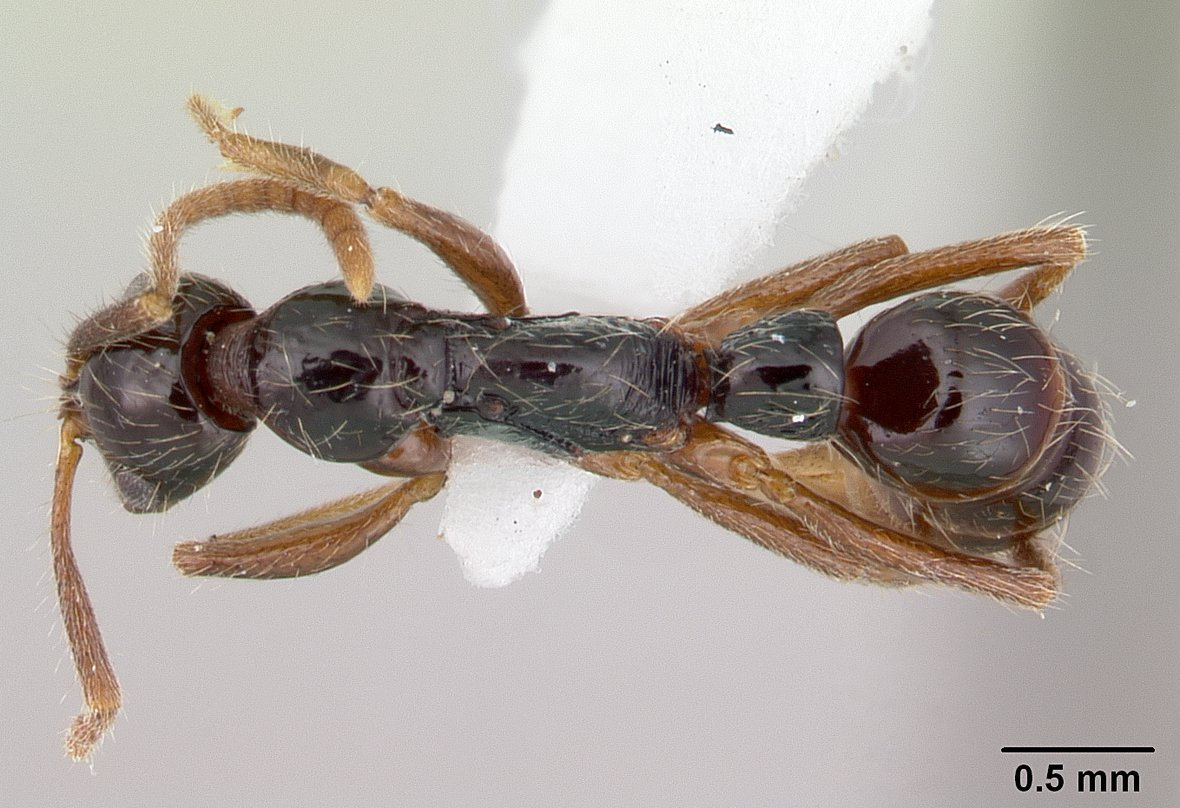
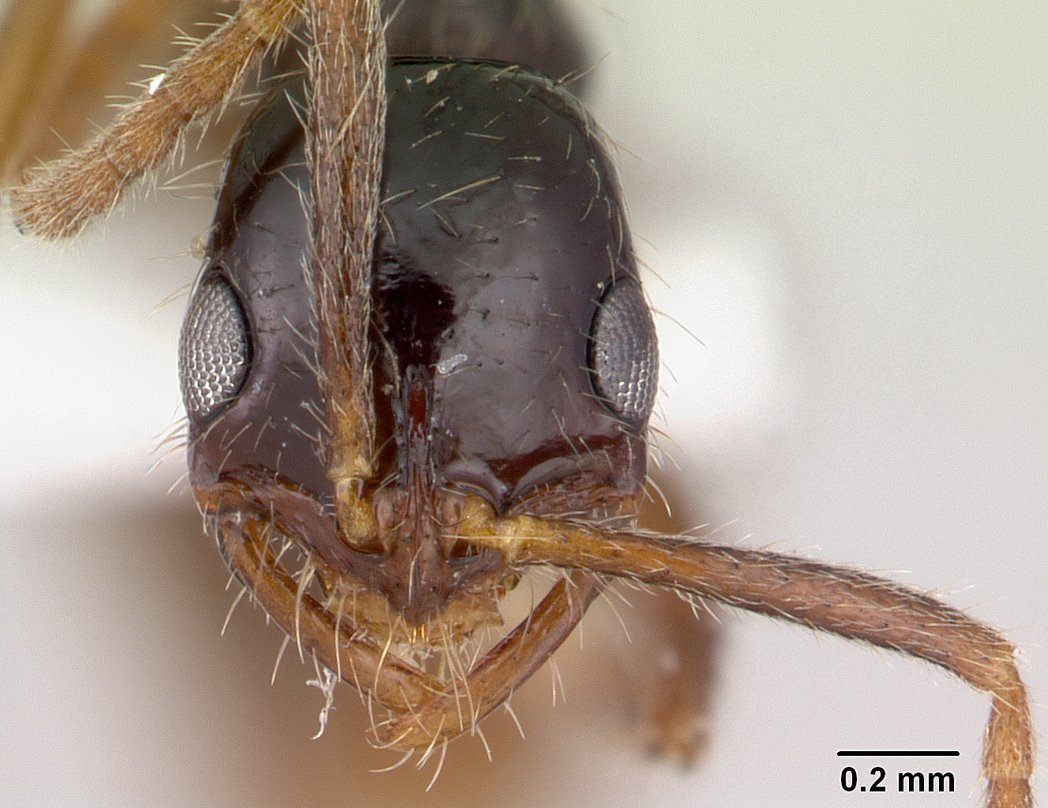